# حیدر محمود (بازیکن فوتبال)
حیدر محمود (عربی: حيدر محمود مجيد؛ زادهٔ ۱۹ سپتامبر ۱۹۷۳) یک بازیکن فوتبال اهل عراق است.
از باشگاه‌هایی که در آن بازی کرده‌است می‌توان به النفط، و الزورا اشاره کرد.
وی همچنین در تیم ملی فوتبال عراق بازی کرده است.